# Talisman
Talisman (arap. طلسم , tilasm), obredni predmet koji prema pučkom vjerovanju privlači željene sile i situacije, te štiti od uroka, bolesti i drugih nedaća. To je ujedno svaki predmet koji ima neku tajnu namjenu, a izrađen je od metala, kože, pergamenta i papira na kojem su urezani ili ispisani sveti znakovi.

## Povijest izrade i uporabe talismana
Ljudi su prve talismane počeli izrađivati još tijekom kamenog doba. Arheološki nalazi potvrđuju njihovu primjenu u Babilonu i Asiriji, gdje su talismani izrađivani u obliku glinenih figurica, a koristili su se u svrhu zaštite od demona i zlih utjecaja. Najčešći motivi na talismanima bili su bikovi, lavovi, psi, ribe, ptice, ovnovi, konji i prikazi božanstava. U faraonskom Egiptu, talismani su korišteni kako bi dušama pokojnika omogućili lakše snalaženje u svijetu mrtvih, ali i za zaštitu domova od zlih duhova. Egipatski talismani bili su, također, izrađivani u obličju životinja poput krave, skarabeja, lava, konja, zmije, mačke, majmuna, guske ili zeca.
Talismane su izrađivali i sljedbenici gnostičkih vjerovanja koji su živjeli u zapadnoj Aziji i u Egiptu u vremenu između 3. st. pr. Kr. i 3. stoljeća nove ere. Koristili su uobičajene talismane koji donose sreću, ali i one koji su nositeljima trebali omogućiti ostvarivanje viših stanja svijesti i transcendentalnu spoznaju.
Židovi i Arapi upotrebljavali su u srednjem vijeku talismane na kojima su prikazivani magijski kvadrati popunjeni slovima ili brojevima. Kasnija srednjovjekovna praksa u Europi nalazila se pod utjecajem navedenih starijih tradicija, pa je kombinirala egipatske i židovske simbole.

## Vrste talismana

### Poganski talismani
Ovoj grupi pripadaju pretkršćanski talismani nastali u tradiciji drevnih civilizacija nastalih na području Indije, Egipta, Mezopotamije i Europe. Poznati talismani pretkršćansko razdoblja su:
- svastika
- Horusovo oko
- Sveti skarabej
- ankh

### Magijski i kabalistički talismani
U ovu kategoriju spadaju židovski kabalistički talismani i talismani opisani u srednjovjekovnim magijskim grimorijima, poput "Ključa kralja Salomona" (Clavicula Salomonis). Ovi talismani mogli su se izrađivati od metala, kože, drva ili dragog kamenja, ali i od gline, a morali su biti pravljeni po točno određenom postupku i u astrološki najpovoljnijem vremenskom periodu.
Od poznatih kabalističkih i magijskih talismana možemo izdvojiti:
- Salomonov pečat
- Kabalistički križ
- Abrakadabra
- Pečat Tetragramatona
- Agrippin pečat
- Znak anđela

### Japanski talismani
U japanskoj kulturi talisman za sreću je maneki-neko.